# Social Studies
Social Studies è un album in studio di Loudon Wainwright III, pubblicato nel 1999. L'album comprende varie canzoni di attualità e satiriche, originariamente prodotte per la National Public Radio e basate su questioni ed eventi attuali, come lo scandalo Tonya Harding, il processo per omicidio di O. J. Simpson, il periodo precedente a Y2K e le controversie sui commenti fatti dall'ex senatore repubblicano degli Stati Uniti Jesse Helms.
Per quanto riguarda l'attualità dell'album, Wainwright osserva: "È qualcosa che nessuno fa più; scrivere canzoni sull'attualità. Quando ero giovane c'erano molti cantautori di attualità in giro; forse la musica folk aveva più impatto sulla cultura di allora. Io vedo queste canzoni come una sorta di giornalismo musicale. Mio padre era un giornalista, per la rivista Life, e ho sicuramente ereditato qualcosa di quell'approccio."
L'album è stato scritto in un periodo di 15 anni, con Wainwright che componeva con la sua chitarra Martin. È stato prodotto da Joe Boyd e John Wood. NPR ha rifiutato di mandare in onda molte delle canzoni che alla fine sono diventate parte dell'elenco dei brani dell'album.

## Recensioni
Rolling Stone ha scritto che "le migliori canzoni politiche combinano impegno appassionato e comando analitico, intriso di venature di umorismo nero, come in Prime Mekons o Gil Scott-Heron". The Guardian ha definito Social Studies "in gran parte un album sull'alienazione, anonimo sesso telefonico e una società che vive indirettamente, sia attraverso la soap opera di OJ, sia guardando i notiziari televisivi."
Il Boston Globe ha scritto che l'album "brilla con lo stesso spirito da saggio, ma anche con un'empatia dagli occhi gentili che conferisce anche alle sue canzoni più sciocche una saggia maturità e una calda risonanza emotiva". ironico e acido come sempre, ma la maggior parte dei brani probabilmente sarebbe dovuta rimanere una trasmissione dal vivo una tantum, come previsto."

## Tracce
1. What Gives – 3:29
2. Tonya's Twirls – 3:37
3. New Street People – 2:50
4. Carmine Street – 2:57
5. O.J. – 3:13
6. Leap Of Faith – 2:53
7. Conspiracies – 2:17
8. Christmas Morning – 3:36
9. Y2K – 6:13
10. Number One – 3:39
11. Bad Man – 3:21
12. Inaugural Blues – 3:19
13. Our Boy Bill – 3:11
14. Jesse Don't Like It – 4:06
15. Pretty Good Day – 4:19